# Reclamaciones territoriales en el Ártico

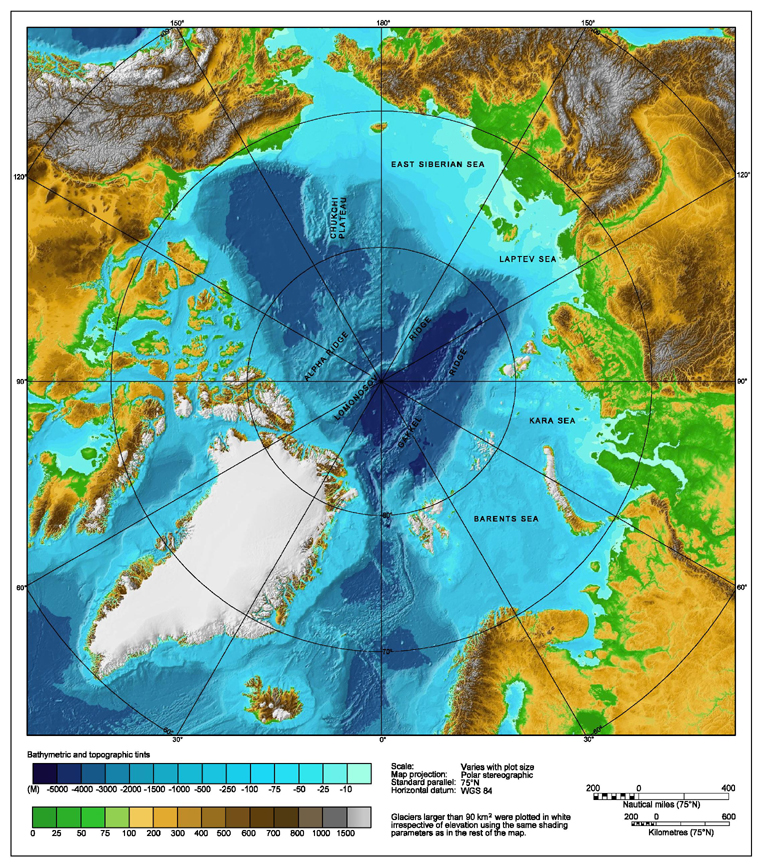
Topografía y batimetría del Ártico

La región del Ártico está formado por tierra firme, aguas interiores, mares territoriales, zonas económicas exclusivas (ZEE) y aguas internacionales por encima del círculo polar ártico (66 grados 33 minutos de latitud norte). Toda la tierra, las aguas interiores, los mares territoriales y las ZEE del Ártico están bajo la jurisdicción de alguno de los ocho estados costeros del Ártico: Canadá, Dinamarca (a través de Groenlandia), Finlandia, Islandia, Noruega, Rusia, Suecia y los Estados Unidos El derecho internacional regula esta zona como otras partes de la Tierra.
Según el derecho internacional, el Polo norte y la región del océano Ártico que lo rodea no son propiedad de ningún país. La soberanía de los cinco países circundantes del Ártico se rige por tres zonas marítimas, tal como se describe en la Convención de las Naciones Unidas sobre el Derecho del Mar (CNUDM):
1. Mar territorial: Esta zona se extiende 12 millas náuticas (22 kilómetros; 14 mi) desde la línea base de un estado costero. Dentro de esta área, el Estado ejerce plena soberanía sobre el espacio aéreo, las aguas y los fondos marinos. Sin embargo, existe una excepción al derecho de paso inocente, que permite a los buques extranjeros atravesar esta zona.
2. Zona contigua: Esta zona, que se extiende 24 millas náuticas desde la línea de base, proporciona a un estado derechos limitados para hacer cumplir ciertas leyes y reglamentos relacionados con aduanas, asuntos fiscales, inmigración y control sanitario, así como para defender el derecho internacional.
3. Zona Económica Exclusiva (ZEE): Esta zona se extiende hasta 200 millas náuticas (370 kilómetros; 230 mi) desde la línea base. En la ZEE, el Estado ribereño tiene los derechos exclusivos para explorar y explotar los recursos naturales que se encuentran en la columna de agua y sobre o bajo el lecho marino. Además, la Convención otorga a los países del Ártico prerrogativas especiales. El artículo 234 de la Convención (también conocido como “la Cláusula Canadiense”) permite a los Estados aplicar unilateralmente medidas especiales para proteger el medio ambiente local y prevenir la contaminación procedente de buques cuando el territorio de su ZEE esté cubierto de hielo durante la mayor parte del año. Sin embargo, el artículo exige evidencia científica para respaldar la decisión y establece que estas reglas no deben discriminar a los buques extranjeros.
Las aguas y fondos marinos cuya extensión de la plataforma continental no esté confirmada más allá de las ZEE se consideran patrimonio de la humanidad. La pesca en estas aguas solo puede limitarse mediante algún tratado internacional. La explotación de los recursos minerales en el lecho marino y debajo de él en estas zonas está administrada por la Autoridad Internacional de los Fondos Marinos de las Naciones Unidas.
Tras la ratificación de la CNUDM, un país tiene un plazo de 10 años para presentar reclamaciones sobre una plataforma continental ampliada que, de ser validadas, le otorgan derechos exclusivos sobre los recursos en el lecho marino o debajo del mismo de esa plataforma ampliada. Noruega, Rusia, Canadá y Dinamarca lanzaron proyectos para proporcionar una base para reclamos sobre los fondos marinos en plataformas continentales extendidas más allá de sus zonas económicas exclusivas. Estados Unidos ha firmado, pero aún no ha ratificado la Convención.
El estatus de ciertas porciones de la región del mar Ártico se encuentra en disputa por diversas razones. Canadá, Dinamarca, Noruega, Rusia y Estados Unidos consideran partes de los mares árticos como aguas nacionales (aguas territoriales hasta 12 millas náuticas) o aguas interiores. También existen disputas respecto de qué pasos constituyen vías marítimas internacionales y los derechos de paso por ellas. Hubo una única porción de tierra en disputa en el Ártico, la isla Hans, que estuvo en disputa hasta 2022 entre Canadá y Dinamarca debido a su ubicación en medio del estrecho de Nares.

## Polo Norte y el Océano Ártico

### Sectores nacionales: 1925-2005
En 1925, basándose en el principio sectorial, Canadá se convirtió en el primer país en extender sus límites marítimos hacia el norte hasta el Polo Norte, al menos en el papel, entre los 60°O y los 141°O de longitud, una afirmación que no es universalmente reconocida (hay 415 nmi (768,6 km) de océano entre el Polo y el punto terrestre más septentrional de Canadá). El 15 de abril del año siguiente, el Presídium del Soviet Supremo de la Unión Soviética declaró territorio soviético aquel comprendido entre dos líneas (32°04′35″E a 168°49′30″O) trazadas desde el oeste de Múrmansk hasta el Polo Norte y desde la península de Chukotka, al este del país, hasta el Polo Norte. Noruega (5°E a 35°E) hizo reclamos sectoriales similares, al igual que los Estados Unidos (170°O a 141°O), pero ese sector contenía sólo unas pocas islas, por lo que el reclamo no fue presionado. La soberanía de Dinamarca sobre toda Groenlandia fue reconocida por Estados Unidos en 1916 y por un tribunal internacional en 1933. Por ello, Dinamarca también podría reclamar un sector ártico (60°O a 10°O).
En el contexto de la Guerra Fría, Canadá envió familias inuit al extremo norte en la reubicación del Alto Ártico, en parte para establecer territorialidad. La monarca canadiense, la reina Isabel II, acompañada por el duque de Edimburgo, el príncipe Carlos y la princesa Ana, emprendió en 1970 una gira por el norte canadiense, en parte para demostrar a un no tan convencido gobierno estadounidense y a la Unión Soviética que Canadá tenía ciertos derechos sobre sus territorios árticos, que eran vistos como estratégicos durante la Guerra Fría. Además, Canadá reclama las aguas del archipiélago ártico canadiense como sus propias aguas internas. Estados Unidos es uno de los países que no reconoce las reivindicaciones de aguas archipelágicas del Ártico de Canadá ni de ningún otro país y supuestamente ha enviado submarinos nucleares bajo el hielo cerca de islas canadienses sin solicitar permiso.
Hasta 1999, se consideraba generalmente que el Polo Norte geográfico (un punto adimensional) y la mayor parte del Océano Ártico comprendían el espacio internacional, incluidas tanto las aguas como el fondo marino. Sin embargo, la adopción de la Convención de las Naciones Unidas sobre el Derecho del Mar (CNUDM) ha prescrito un proceso que impulsó a varios países a presentar reclamaciones o reforzar reclamaciones preexistentes sobre porciones del lecho marino de la región polar.

### Reclamaciones de plataforma continental extendida: 2006-presente

#### Descripción general
Según lo define la CNUDM, los Estados tienen 10 años a partir de la fecha de ratificación para presentar reclamaciones sobre una plataforma continental extendida. Deben presentar a la Comisión de Límites de la Plataforma Continental, un organismo de la ONU, evidencia geológica de que su plataforma se extiende efectivamente más allá del límite de 200 millas náuticas, pero no más de 150 millas náuticas adicionales o 100 millas náuticas desde la isobata de 2500 metros, dependiendo del método que elija el Estado. La Comisión no define fronteras sino que se limita a juzgar la validez científica de las afirmaciones, y corresponde a los países con reivindicaciones legítimas pero superpuestas llegar a un acuerdo. Sobre esta base, cuatro de los cinco estados ribereños del Ártico (Canadá, Dinamarca, Noruega y la Federación Rusa) deben haber realizado todas las reclamaciones deseadas antes de 2013, 2014, 2006 y 2007 respectivamente. Dado que Estados Unidos aún no ha ratificado la CNUDM, la fecha para su presentación no está determinada en este momento.
Las reclamaciones sobre plataformas continentales ampliadas, si se consideran válidas, otorgan al Estado reclamante derechos exclusivos sobre el fondo marino y los recursos que se encuentran debajo. Las reclamaciones válidas de plataforma continental extendida no extienden ni pueden extender la Zona Económica Exclusiva (ZEE) de un estado, ya que la ZEE se determina únicamente trazando un 200 millas náuticas (370,4 km) utilizando como punto de partida las líneas de base del mar territorial. Los informes de prensa suelen confundir los hechos y afirmar que las reclamaciones de plataforma continental extendida expanden la ZEE de un Estado, otorgando así a aquel Estado derechos exclusivos sobre los recursos no sólo en el fondo del mar o debajo de él, sino también en la columna de agua por encima de él. El mapa del Ártico preparado por la Universidad de Durham ilustra explícitamente la extensión de las ZEE no disputadas de los cinco estados que bordean el océano Ártico, y también la extensión relativamente pequeña de alta mar o aguas totalmente internacionales restantes en el extremo norte del planeta.

#### Naciones particulares

##### Canadá
Canadá ratificó la CNUDM el 7 de noviembre de 2003 y tuvo hasta 2013 para presentar su reclamación sobre una plataforma continental ampliada. Para diciembre de 2012, Canadá había anunciado que presentaría una reclamación que incluye el Polo Norte. Canadá tenía previsto presentar su reclamación sobre una parte de la plataforma continental del Ártico en 2018.
En respuesta a la expedición rusa Arktika 2007, el ministro de Asuntos Exteriores de Canadá, Peter MacKay, declaró: «Esto es una pose. Este es el verdadero Norte, fuerte y libre, y se engañan a sí mismos si creen que dejar caer una bandera en el fondo del océano va a cambiar algo... No estamos en el siglo XIV ni en el XV».  En respuesta, Serguéi Lavrov, ministro de Asuntos Exteriores ruso, declaró: «Cuando los pioneros llegan a un punto hasta entonces inexplorado, es costumbre dejar banderas allí. Tal fue el caso en la Luna, por cierto... Desde el principio dijimos que esta expedición formaba parte del gran trabajo que se estaba llevando a cabo en virtud de la Convención de las Naciones Unidas sobre el Derecho del Mar, dentro del ámbito internacional donde se está considerando la reclamación de Rusia sobre las dorsales sumergidas que creemos que son una extensión de nuestra plataforma continental. Sabemos que esto tiene que demostrarse. Las muestras terrestres tomadas servirán para preparar esa evidencia».
El 25 de septiembre de 2007, el primer ministro canadiense Stephen Harper declaró que el presidente ruso, Vladímir Putin, le había asegurado que no se pretendía ofender ni violar el entendimiento internacional ni la soberanía canadiense. Harper prometió defender la soberanía reclamada por Canadá mediante la construcción y operación de hasta ocho barcos de patrullaje en el Ártico, un nuevo centro de entrenamiento del ejército en Resolute Bay y la renovación de un puerto de aguas profundas existente en un antiguo sitio minero en Nanisivik.

##### Dinamarca
El Reino de Dinamarca ratificó la CNUDM el 16 de noviembre de 2004 y tuvo hasta 2014 para presentar una reclamación sobre una plataforma continental ampliada.
Dinamarca declaró simultáneamente que la ratificación de la Convención no cambiaba la posición del país de que los estrechos daneses, incluidos el Gran Belt, el Pequeño Belt y la parte danesa del estrecho de Öresund, formados sobre la base del Tratado de Copenhague de 1857, son legalmente territorio danés, y, tal como se establece en la sección de tratados de la Oficina de Asuntos Jurídicos de las Naciones Unidas, esto debería seguir de esa manera.
Groenlandia, un territorio autónomo dentro del Reino de Dinamarca, tiene la costa más cercana al Polo Norte, y Dinamarca sostiene que la dorsal de Lomonósov es de hecho una extensión de Groenlandia. El proyecto danés incluyó la expedición LORITA-1 en abril-mayo de 2006  e incluyó investigación tectónica durante la expedición LOMROG, que formaron parte del programa del Año Polar Internacional 2007-2008. Estaba compuesto por el rompehielos sueco Oden y el rompehielos nuclear ruso NS <i id="mwAQ8">50 Let Pobedy</i> . Este último dirigió la expedición a través de los campos de hielo hasta el lugar de la investigación.  Otros esfuerzos de estudio geológico en la región fueron llevados a cabo por la expedición LOMROG II, que tuvo lugar en 2009, y la expedición LOMROG III, lanzada en 2012. 
El 14 de diciembre de 2014, Dinamarca reclamó una superficie de 895,000 kilómetros cuadrados, que se extiende desde Groenlandia más allá del Polo Norte hasta los límites de la ZEE de Rusia. A diferencia de la reclamación rusa, que generalmente se limita al sector ruso del Ártico, la reclamación danesa se extiende a través del Polo Norte y hasta el sector ruso.  

##### Noruega
Noruega ratificó la CNUDM el 24 de junio de 1996 y tuvo hasta 2006 para presentar una reclamación sobre una plataforma continental ampliada.
El 27 de noviembre de 2006, Noruega presentó una presentación oficial ante la Comisión de Límites de la Plataforma Continental de las Naciones Unidas de conformidad con el artículo 76, párrafo 8, de la CNUDM. Se presentaron argumentos para ampliar la reclamación noruega sobre el fondo marino más allá de los 200 nmi (370,4 km) ZEE en tres áreas del Atlántico nororiental y el Ártico: el «Loop Hole» en el mar de Barents, la cuenca occidental de Nansen en el océano Ártico y el «Banana Hole» en el mar de Noruega. En la presentación también se indica que podría publicarse más adelante una propuesta adicional sobre los límites de la plataforma continental en otras áreas.
Noruega y Rusia han ratificado un acuerdo sobre el Mar de Barents, poniendo fin a una disputa de demarcación limítrofe de 40 años.

##### Rusia
Rusia ratificó la CNUDM en 1997 y tuvo hasta 2007 para presentar una reclamación sobre una plataforma continental ampliada.
La Federación Rusa reivindica una gran plataforma continental extendida hasta el Polo Norte, basada en las dorsales de Lomonósov y de Mendeléyev, dentro de su sector ártico. Moscú considera que la dorsal oriental de Lomonósov y la dorsal de Mendeléyev son una extensión de la plataforma continental siberiana. Hasta que Dinamarca presentó su reclamación, la reclamación rusa no cruzaba la línea de demarcación del sector ártico entre Rusia y Estados Unidos, ni se extendía al sector ártico de ningún otro estado ribereño del Ártico.
El 20 de diciembre de 2001, Rusia presentó una presentación oficial ante la Comisión de Límites de la Plataforma Continental de las Naciones Unidas de conformidad con el artículo 76, párrafo 8, de la CNUDM. En el documento se propone establecer los límites exteriores de la plataforma continental de Rusia más allá de la ZEE de 200 millas náuticas (370,4 km), pero dentro del sector ártico ruso. El territorio reclamado por Rusia en la presentación es una gran porción del Ártico dentro de su sector, que se extiende hasta el Polo Norte geográfico pero no más allá de él. Uno de los argumentos fue la afirmación de que la dorsal de Lomonósov, una dorsal submarina que pasa cerca del Polo, y dorsal de Mendeléyev en el lado ruso del Polo son extensiones del continente euroasiático. En 2002, la Comisión no rechazó ni aceptó la propuesta rusa y recomendó realizar investigaciones adicionales.

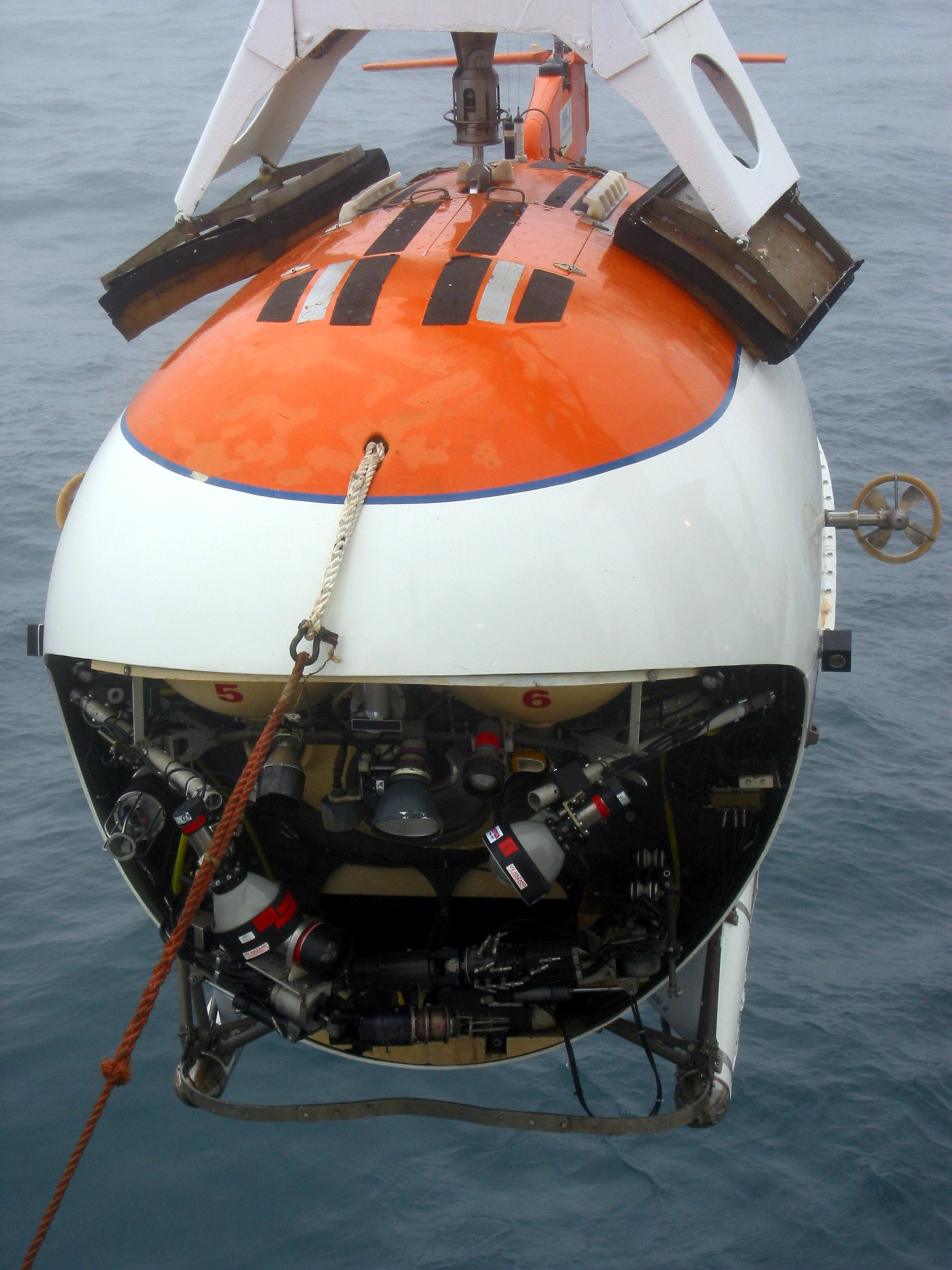
Batiscafo MIR

El 2 de agosto de 2007, una expedición rusa llamada Arktika 2007, compuesta por seis exploradores liderados por Artur Chilingárov, empleando sumergibles MIR, por primera vez en la historia descendió al fondo marino del Polo Norte. Allí plantaron una bandera rusa y tomaron muestras de agua y suelo, continuando una misión para proporcionar evidencia adicional relacionada con la reclamación rusa de la plataforma continental extendida, incluidas las riquezas minerales del Ártico.
 

La expedición tenía como objetivo establecer que la sección oriental del lecho marino que pasa cerca del Polo, conocida como las dorsales de Lomonósov y Mendeléyev, es de hecho una extensión de la masa continental de Rusia. La expedición se produjo en un momento en que varios países intentaban ampliar sus derechos sobre secciones del fondo del océano Ártico. El 3 de mayo de 2007, Vladímir Putin pronunció un discurso en un rompehielos nuclear, instando a redoblar los esfuerzos para asegurar los «intereses estratégicos, económicos, científicos y de defensa» de Rusia en el Ártico.
El 4 de agosto de 2015, Rusia presentó ante las Naciones Unidas datos adicionales en apoyo de su solicitud, que contenían nuevos argumentos basados en «amplios datos científicos recopilados durante años de investigación en el Ártico», para territorios en el Ártico. Con esta oferta, Rusia reclama 1,2 millones de kilómetros cuadrados (más de 463.000 millas cuadradas) de plataforma marina del Ártico que se extiende más de 350 millas náuticas (unos 650 kilómetros) desde la costa. En febrero de 2016, el ministro de Recursos Naturales y Medio Ambiente de Rusia, Serguéi Donskoy, presentó datos adicionales. Después de la expedición Arktika 2007, investigadores rusos recopilaron nuevos datos que refuerzan la reivindicación de Rusia sobre una parte del fondo marino más allá de su ZEE no disputada de 200 millas dentro de su sector ártico, incluida la zona del Polo Norte. El 9 de agosto de 2016, la Comisión de Límites de la Plataforma Continental de las Naciones Unidas comenzó su revisión de la presentación.
En 2021, la Federación Rusa presentó varias adendas a la CLCS que amplían el área reclamada como parte de su plataforma continental ampliada. Una presentación extendió su reclamo de plataforma a través de la dorsal de Lomonósov hasta el límite exterior de la ZEE de Canadá y Dinamarca. Esta área se superpone completamente con las reivindicaciones danesas y canadienses. Moscú también extendió su plataforma en la dorsal de Gakkel, parte de la cual se superpone con las reclamaciones danesas.
En 2023, la CLCS aceptó la mayoría de las reivindicaciones de Rusia y les otorgó derechos para delimitar su plataforma continental basándose en la dorsal de Mendeléyev-Alpha, la cuenca de Podvodnikov y la dorsal de Lomonósov como partes de la plataforma continental asiática. Sin embargo, la CLCS no reconoció la dorsal de Gakkel, disputada por Rusia y Dinamarca, como parte de la plataforma continental rusa.

##### Estados Unidos

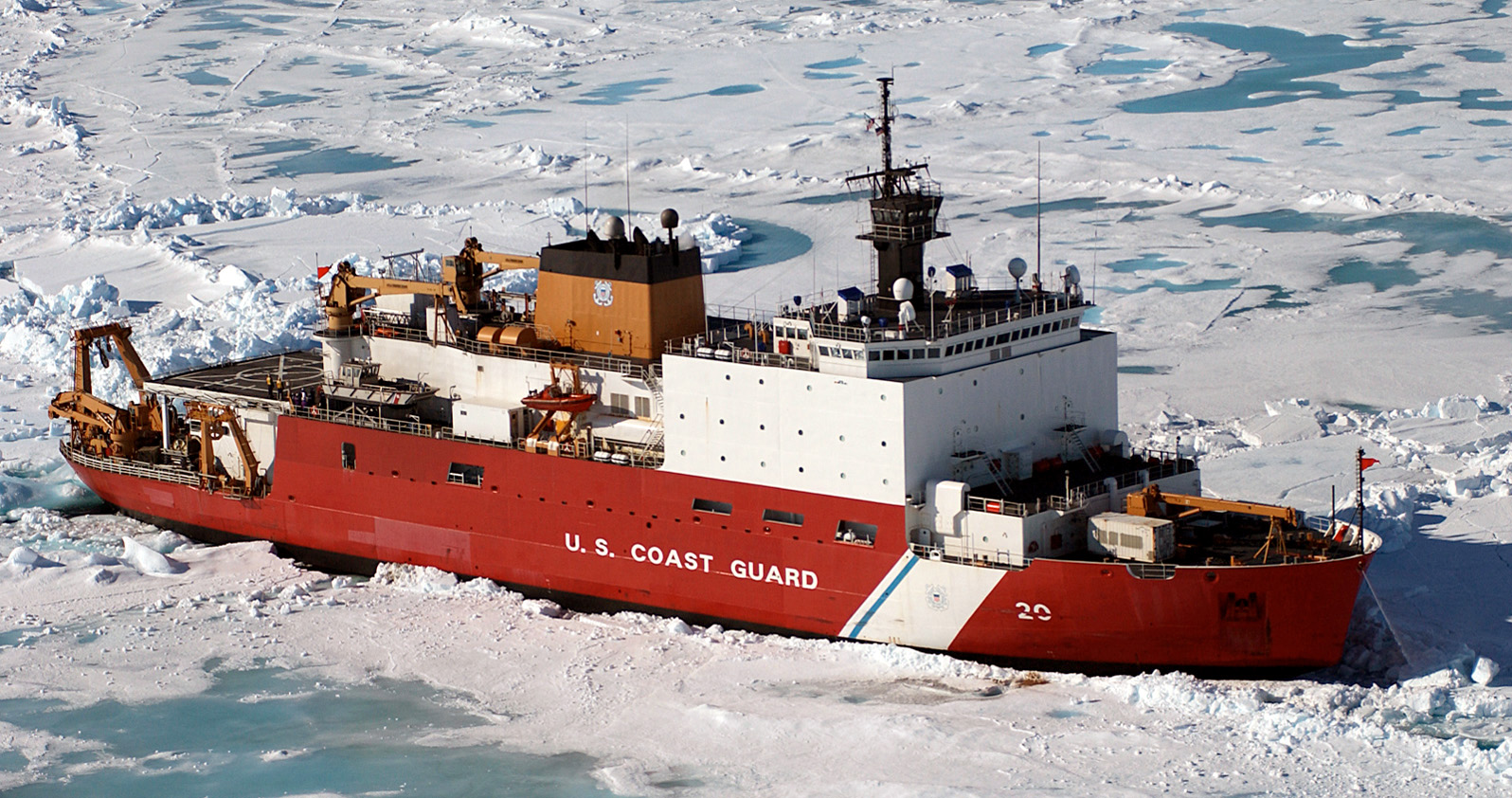
El rompehielos USCGC Healy (WAGB-20) en el norte de Alaska

Para 2023, Estados Unidos no había ratificado la CNUDM. Sin embargo, Estados Unidos señala que el derecho de un Estado costero a una plataforma continental extendida está bien establecido en el derecho internacional consuetudinario, por lo que los derechos de Estados Unidos no dependen de unirse a la CNUDM o de hacer presentaciones a la CLCS. La ausencia de Estados Unidos en el sistema de la CNUDM implica que no está sujeto a los artículos de la convención. En consecuencia, no está obligado a participar en el sistema de reparto de ingresos establecido en el artículo 82 de la convención.
En agosto de 2007, un rompehielos de la Guardia Costera estadounidense, el USCGC <i id="mwAaw">Healy</i>, se dirigió al Océano Ártico para cartografiar el fondo marino de Alaska. Larry Mayer, director del Centro de Cartografía Costera y Oceánica de la Universidad de New Hampshire, afirmó que el viaje había sido planeado durante meses y que no tenía nada que ver con la colocación de la bandera por parte de los rusos. El propósito del trabajo de mapeo a bordo del Healy es determinar la extensión de la plataforma continental estadounidense al norte de Alaska.

### Futuro
El 25 de marzo de 2007, el Grupo Intergubernamental de Expertos sobre el Cambio Climático afirmó que el cambio climático en el Ártico supondrá beneficios para la industria naviera. Este sector económico podría transformarse de manera similar a como se transformó Oriente Medio gracias al canal de Suez en el siglo XIX. Se desatará una carrera entre las naciones por el petróleo, el pescado, los diamantes y las rutas marítimas, acelerada por el impacto del calentamiento global.
Sin embargo, muchos comentarios de investigación desde 2008 han echado por tierra las narrativas que sostienen que el Ártico experimentará una fiebre por los recursos que podría conducir a conflictos entre Estados.
El valor potencial del Polo Norte y sus alrededores no reside tanto en el transporte marítimo en sí, sino en la posibilidad de que existan lucrativas reservas de petróleo y gas natural bajo el lecho marino. Se sabe que existen reservas de este tipo en los mares de Barents, Kara y Beaufort. Sin embargo, la gran mayoría del Ártico que se sabe que contiene recursos de hidrocarburos ya se encuentra dentro de ZEE no disputadas. Si bien estas ZEE dejan gran parte del océano Ártico central en alta mar, Canadá, Rusia, Dinamarca (a través de Groenlandia) y Noruega han anunciado reclamos de plataformas continentales extendidas que cubren casi todo el lecho marino del Ártico. Esto significaría que los derechos legales sobre el petróleo, el gas y otros recursos en el lecho marino pertenecerían exclusivamente a los estados costeros del Ártico, que tendrían jurisdicción exclusiva para gestionar sus recursos.
El 14 de septiembre de 2007, la Agencia Espacial Europea informó que la pérdida de hielo había abierto el Paso del Noroeste «por primera vez desde que comenzaron los registros en 1978», y la pérdida extrema de 2007 hizo que el paso fuera «totalmente navegable». Tras ello, puede resultar más factible una mayor exploración de reservas de petróleo en otras partes del Ártico, y el paso podría convertirse en un canal regular para el transporte marítimo y el comercio internacional si Canadá no logra hacer valer su derecho sobre él.
Los ministros de Relaciones Exteriores y otros funcionarios representando a Canadá, Dinamarca, Noruega, Rusia y Estados Unidos se reunieron en Ilulissat en mayo de 2008, en la Conferencia del Océano Ártico, donde anunciaron la declaración de Ilulissat. Entre otras cosas, la declaración establecía que cualquier cuestión de demarcación en el Ártico debería resolverse de forma bilateral entre las partes en disputa. 

## Isla Hans

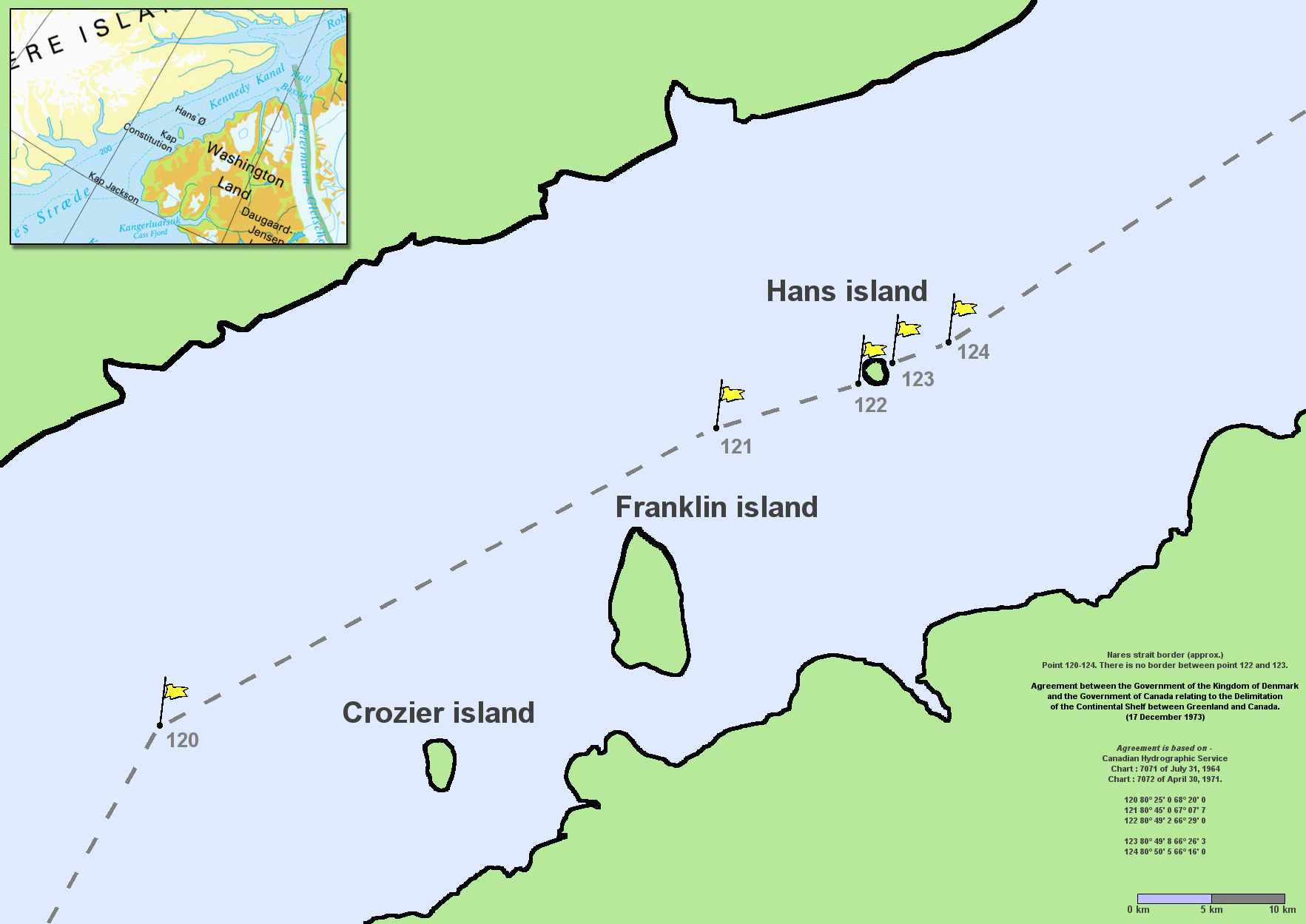
Mapa de parte del canal Kennedy, con la isla anteriormente disputada

La isla Hans está situada en el estrecho de Nares, una vía fluvial que corre entre la isla Ellesmere (la parte más septentrional de Nunavut, Canadá) y Groenlandia. La pequeña isla deshabitada, de un tamaño de 1,3 km² (0,5 mi²), recibió su nombre en honor al viajero ártico groenlandés Hans Hendrik.
En 1973, Canadá y Dinamarca negociaron las coordenadas geográficas de la plataforma continental y acordaron un tratado de delimitación que fue ratificado por las Naciones Unidas el 17 de diciembre de 1973 y está en vigor desde el 13 de marzo de 1974. El tratado enumera 127 puntos (por latitud y longitud) desde el estrecho de Davis hasta el final del canal Robeson, donde el estrecho de Nares desemboca en el mar de Lincoln; la frontera está definida por líneas geodésicas entre estos puntos. Sin embargo, el tratado no traza una línea desde el punto 122 al 123, una distancia de 875 m; la isla Hans se sitúa en el centro de esta área.
Se colocaron banderas danesas en la isla Hans en 1984, 1988, 1995 y 2003. El gobierno canadiense protestó formalmente por estas acciones. En julio de 2005, el exministro de defensa canadiense Bill Graham hizo una parada inesperada en la isla Hans durante un viaje al Ártico; esto desencadenó otra tensión en las relaciones entre los gobiernos de Canadá y Dinamarca y se declaró una tregua en septiembre.
Canadá había afirmado que la isla Hans estaba claramente en su territorio, ya que los mapas topográficos utilizados originalmente en 1967 para determinar las coordenadas de la isla mostraban claramente toda la isla del lado canadiense de la línea de delimitación. Sin embargo, los funcionarios federales revisaron las últimas imágenes satelitales en julio de 2007 y admitieron que la línea pasaba aproximadamente por el centro de la isla. Esto dejó la propiedad de la isla en disputa, con reclamos sobre zonas de pesca y acceso futuro al Paso del Noroeste posiblemente también en juego.
En abril de 2012, los gobiernos de ambos países se encontraban en negociaciones que finalmente dieron como resultado que la isla se dividiera casi exactamente en dos partes. Las negociaciones terminaron en noviembre de 2012 y dieron una descripción más exacta de la frontera, pero no resolvieron la disputa sobre la isla Hans. Una posible solución era tratar la isla como un condominio.
En 2022, Canadá y Dinamarca resolvieron finalmente la disputa, estableciendo una frontera terrestre a través de la isla Hans.

## Mar de Beaufort

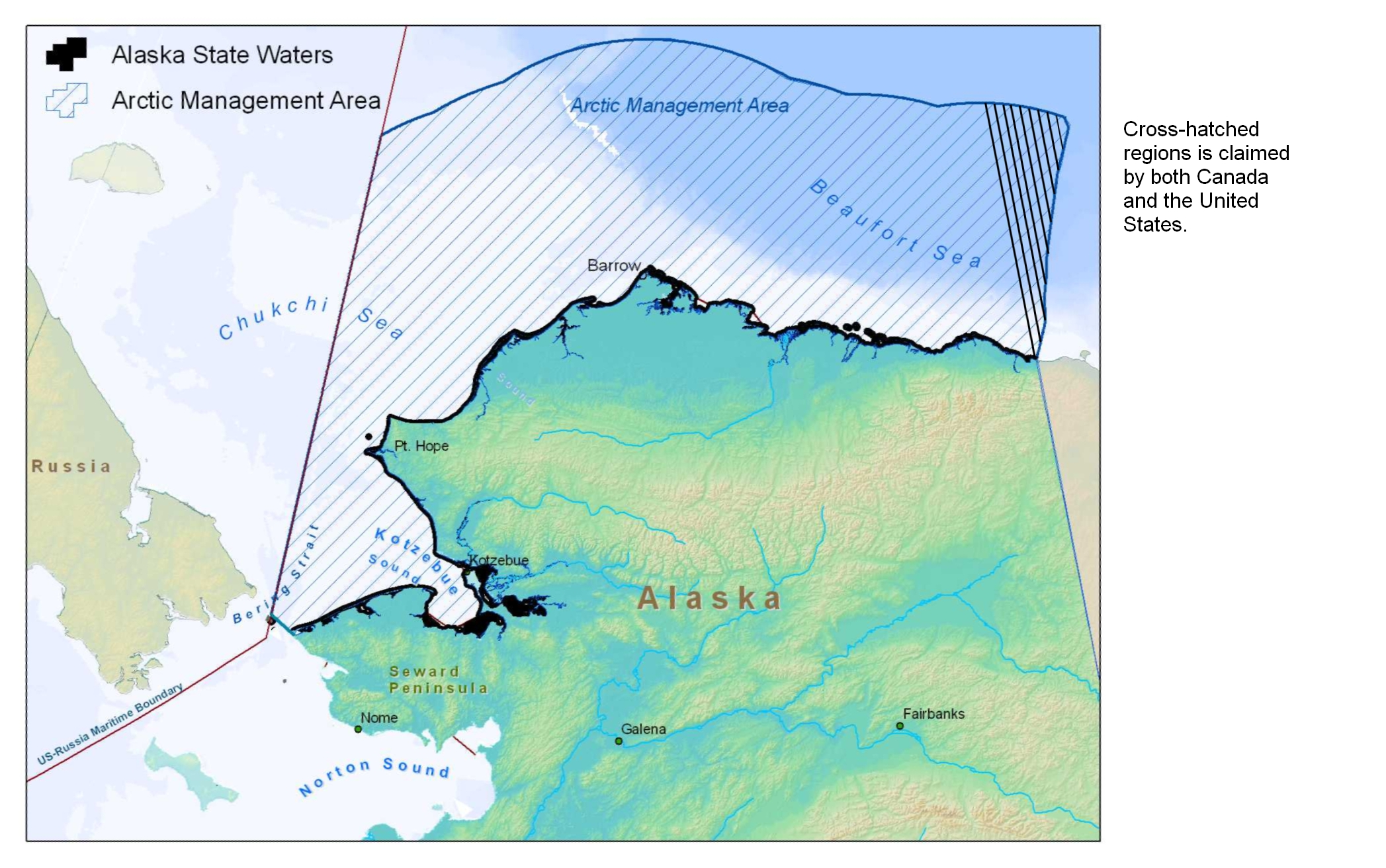
La región en forma de cuña y con líneas cruzadas en el este es reclamada tanto por Canadá como por los Estados Unidos.

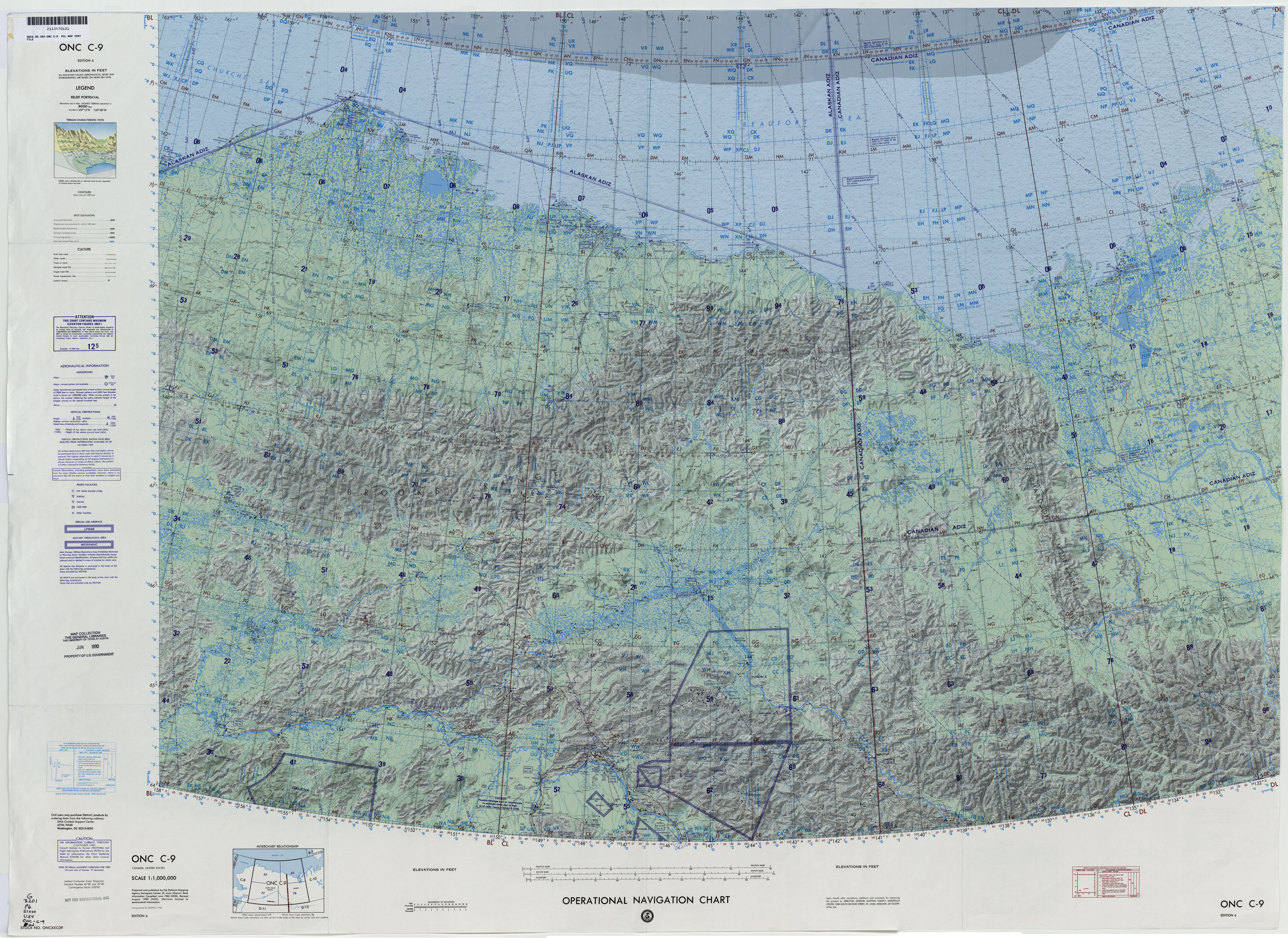
Mapa que incluye la zona fronteriza

Existe una disputa en curso en torno a una franja en forma de cuña en el límite internacional del mar de Beaufort, entre el territorio de Yukón y el estado de Alaska.
La posición canadiense es que la frontera marítima debe extender la frontera terrestre en línea recta, siguiendo el principio de prolongación natural. La posición estadounidense es que la frontera marítima debe extenderse a lo largo de un recorrido equidistante de las costas de las dos naciones, siguiendo el principio de equidistancia. La zona en disputa podría contener importantes reservas de hidrocarburos. Estados Unidos ya ha arrendado ocho parcelas de terreno subterráneo para buscar y posiblemente comercializar las reservas de petróleo que puedan existir allí. Canadá ha respondido protestando diplomáticamente. La frontera también podría afectar la delimitación de la plataforma continental extendida en los mares de Beaufort y Chukchi: irónicamente, la posición de cada país dentro de las 200 millas náuticas produce una línea que favorece al otro estado más allá de las 200 millas náuticas.
El 20 de agosto de 2009, el Secretario de Comercio de los Estados Unidos, Gary Locke, anunció una moratoria a la pesca en el mar de Beaufort al norte de Alaska, incluidas las aguas en disputa. Randy Boswell, de Canada.com, escribió que el área en disputa cubría una sección de 21 436 kilómetros cuadrados (8276,4 mi²) del mar de Beaufort (un poco más grande que El Salvador). Escribió que Canadá había presentado una nota diplomática a Estados Unidos en abril cuando este país anunció por primera vez sus planes para la moratoria.

## Paso del Noroeste

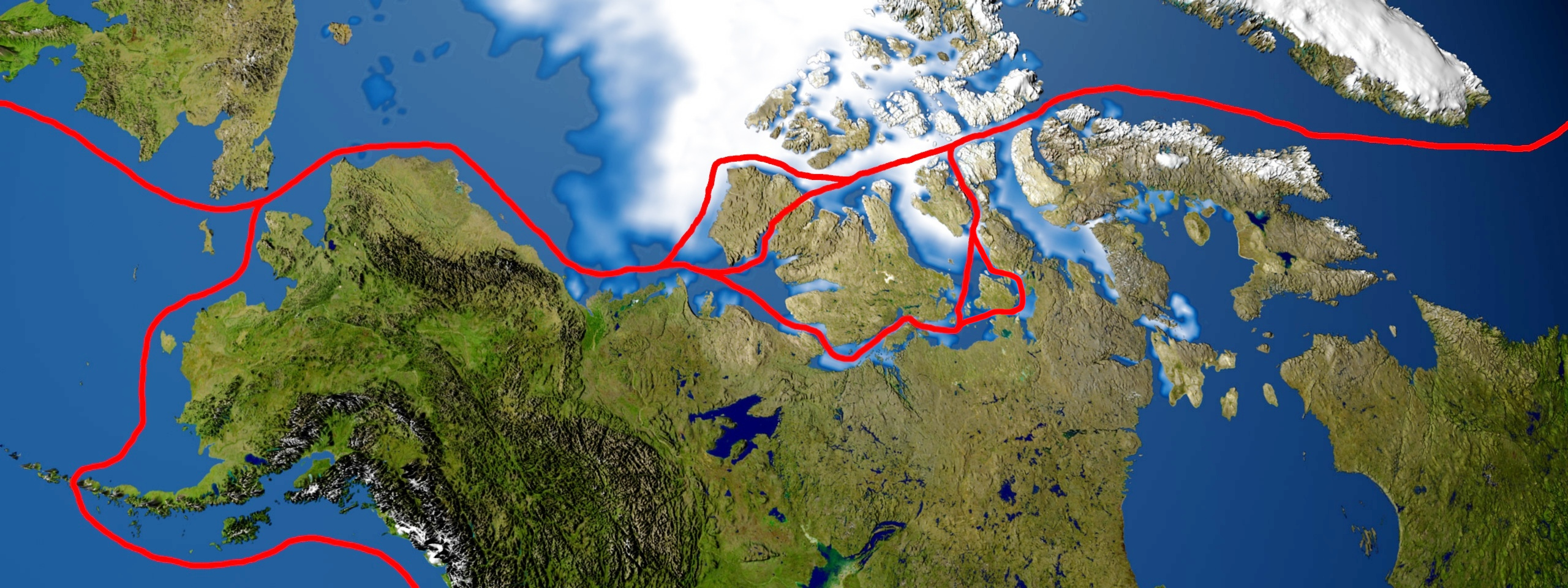
Rutas del Paso del Noroeste

El estatus legal del Paso del Noroeste es controvertido: Canadá lo considera parte de sus aguas interiores históricas. Estados Unidos y la mayoría de las naciones marítimas los consideran un estrecho internacional, lo que significa que los buques extranjeros tienen derecho de «paso en tránsito». En un régimen de ese tipo, Canadá tendría el derecho a promulgar normas de regulación pesquera y ambiental, leyes fiscales y de contrabando, así como leyes destinadas a la seguridad del transporte marítimo, pero no el derecho a cerrar el paso. Además, las regulaciones ambientales permitidas bajo la CNUDM no son tan sólidas como las permitidas si el Paso del Noroeste es parte de las aguas interiores de Canadá. Por consiguiente, el Paso del Noroeste sigue siendo un asunto geopolítico importante, ya que su posible apertura podría acortar la ruta marítima de carga entre Europa y el Lejano Oriente en al menos 4.000 millas náuticas.

## Paso del Noreste
Rusia considera que partes de la Ruta del Mar del Norte, que abarca únicamente las rutas de navegación a través de las aguas dentro de la ZEE del Ártico ruso al este de Nueva Zembla hasta el estrecho de Bering, pasan por las aguas territoriales e internas rusas en los estrechos de Kara, Vilkitsky y Sánnikov. La navegabilidad durante todo el año de la Ruta del Mar del Norte podría reducir los costos de envío de Europa a Asia en un 50%.

## Territorios árticos

### Canadá
- Archipiélago Ártico Canadiense
- Labrador
- Territorios del Noroeste
- Nunavik
- Nunavut
- Yukón

### Dinamarca
- Groenlandia

### Islandia
- Grímsey

### Noruega
- Bjørnøya
- Finnmark
- Jan Mayen
- Svalbard

### Rusia
- Óblast de Arcángel
- Diómedes Mayor (debido a la definición de "Ártico" del gobierno estadounidense, aunque está bajo el círculo polar ártico)
- Distrito autónomo de Chukotka
- Tierra de Francisco José
- Krai de Krasnoyarsk (la mayor parte del territorio al sur del círculo polar ártico)
- Óblast de Múrmansk
- Distrito Autónomo de Nenetsia
- Islas de Nueva Siberia
- Nueva Zembla
- Islas Árticas Rusas
- República de Sajá (la mayor parte de la República al sur del círculo polar ártico)
- Tierra del Norte (Rusia)
- Siberia (Rusia)
- Distrito autónomo de Yamalia-Nenetsia
- Isla de Wrangel

### Estados Unidos
- Alaska
- Islas Aleutianas (debido a la definición de "Ártico" del gobierno estadounidense, aunque se encuentran bajo el círculo polar ártico)
- Isla Diomedes Menor (debido a la definición de "Ártico" del gobierno estadounidense, aunque se encuentran bajo el círculo polar ártico)

### Otros
- Laponia (Noruega, Suecia, Finlandia y Rusia)